# إدنا ماي ويلسون
إدنا ماي ويلسون (بالإنجليزية: Edna Mae Wilson)‏ هي ممثلة أمريكية، ولدت في 1907 بسكنيكتادي في الولايات المتحدة، وتوفيت في 23 يوليو 1960 بنيويورك في الولايات المتحدة.

## وصلات خارجية
- إدنا ماي ويلسون على موقع IMDb (الإنجليزية)
- إدنا ماي ويلسون على موقع قاعدة بيانات برودواي على الإنترنت (الإنجليزية)